# Démoret
Démoret is een gemeente en plaats in het Zwitserse kanton Vaud, en maakt deel uit van het district Yverdon.
Démoret telt 131 inwoners.